# Książ Wielkopolski
Książ Wielkopolski este un oraș în Polonia.